# Multifunctional Highrise Complex - Akhmat Tower
L'Akhmat Tower est un gratte-ciel en construction à Grozny en Russie. Il devrait atteindre 435 mètres de haut. 